# Cornelis Pieter Isaak Domisse
Cornelis Pieter Isaak Domisse (Schraard, 20 augustus 1866 - Boskoop, 21 augustus 1943) was een Nederlands burgemeester namens de Anti-Revolutionaire Partij.
Domisse volgde zijn schoolopleiding in Vlissingen en Tiel. Zijn eerste betrekking was die van voluntair op de gemeentesecretarie van Oostburg. In 1890 werd hij aangesteld als ambtenaar algemene zaken bij de gemeente Vlissingen. In die zelfde gemeente was hij conservator van het stedelijk museum en gemeentearchivaris.
In 1905 werd hij benoemd tot burgemeester van Sluis.  Hij zou daar tot 1908 blijven om vervolgens benoemd te worden tot burgemeester van Maassluis. In 1914 zette hij zich in voor de opvang van Belgische vluchtelingen in die stad, waarvoor hem later een Belgische onderscheiding werd toegekend. 
Domisse was actief in diverse organisatie en redacties van uitgaven van de ARP. Hij was daarnaast een verzamelaar van historische en genealogische informatie. In 1933 ging hij met pensioen en vestigde zich in Katwijk. Later trok hij in bij zijn zoon in Boskoop, waar hij in 1943 overleed.